# Carapito
Carapito é uma povoação portuguesa sede da Freguesia de Carapito do Município de Aguiar da Beira, freguesia com 17,26 km² de área e 423 habitantes (censo de 2021), tendo, por isso, uma densidade populacional de 24,5 hab./km².

## Demografia
A população registada nos censos foi:
| Ano  | 0-14 Anos | 15-24 Anos | 25-64 Anos | > 65 Anos |
| 2001 | 104       | 62         | 231        | 114       |
| 2011 | 69        | 57         | 203        | 113       |
| 2021 | 47        | 46         | 216        | 114       |

A população residente seguiu, nos últimos 200 anos, dois perfis de evolução diferentes. O primeiro foi de crescimento, entre o início do século XIX e a década de 1960, e o segundo foi de decréscimo, a partir da década de 1960, quando a emigração passou a desempenhar um papel crucial na vida dos Carapitenses.
Apesar de o número total de residentes ser atualmente inferior a 500, o número de Carapitenses não residentes deverá alcançar um número semelhante, o que eleva para cerca de 1000 o número total de Carapitenses.

## Geografia
Localizada na parte mais oriental do município, a Freguesia do Carapito tem como vizinhos as freguesias de Pena Verde (sudoeste) e do Eirado (noroeste), e os Municípios de Trancoso (nordeste) e de Fornos de Algodres (sul). Está incluída na sub-região Viseu Dão-Lafões e na Diocese de Viseu.

## História
Foi vila e sede de concelho entre 1514 e 1836. Era constituída apenas pela freguesia da sede e tinha, em 1801, 528 habitantes.

### História Antiga
O principal suporte de confirmação de que a região já era habitada há milhares de anos é a existência de vários dólmenes no território. A última datação por Carbono-14 feita no Dólmen I situa o uso deste dólmen por volta de 4000 a.C.
Deverá ter sido também por esta altura que se começaram a formar povoados um pouco por toda a região, sendo um destes o Castro de Carapito, Castro dos Castelos ou simplesmente Castelos.
Ao longo dos séculos, vários outros povos passaram pela Península Ibérica e outros tê-la-ão mesmo invadido, com foi o caso dos Romanos, a partir do século II a.C..
Das várias invasões, destaca-se a de Almançor, também conhecido por “O Vitorioso”, que foi o regente do reino de Córdoba e caudilho mouro em Espanha, entre o final do século X e o início do século XI. O nome deste mouro ficou até aos dias de hoje ligado à serra de Carapito, chamada de Serra do Pisco ou Serra de Almançor, local onde confluem os municípios de Aguiar da Beira, de Trancoso e de Fornos de Algodres. Almançor ficou conhecido pela forma cruel com que matava os seus inimigos, por empalamento. Também o pisco — pássaro que habita na região — espeta os insetos de que se alimenta nos picos dos cardeiros e das silvas, não sendo, por isso, difícil de perceber a origem do nome da serra.
O primeiro registo oficial da existência de Carapito está nas Inquirições Gerais de D. Afonso III, de 1258, onde está registada a paróquia de Santa Maria de Carapito. Nesse documento é referido que “a villa de Carapito est de militibus”, ou seja, a vila de Carapito era pertença de cavaleiros fidalgos.
Carapito distinguia-se ainda por não pagar à coroa qualquer renda, o que era uma distinção especial, mas pagava um imposto sob a forma de trabalho, normalmente na construção ou reparação de castelos, paços e obras militares. Administravam o concelho um juiz ordinário, vereadores, um procurador, um escrivão e seis membros eleitos. Ainda assim, as determinações feitas no concelho eram sempre sujeitas à aprovação do corregedor de Pinhel.
Durante a história, os homens que geriam a paróquia eram sempre escolhidos de entre as principais famílias, como os Figueiredos de Albuquerque, os Pegos ou os Beltrões.
A 10 de maio de 1514 é concedida a Carapito uma nova carta de foral, onde se pode ler que “Dom Manuel e etc. Mostra se que foy feta composiçam amtiga amtre o senhorio e o povo que o dito comçelho...”, confirmando assim o estatuto de vila e sede de concelho, que já tinha. Logo depois deverá ter sido erguido o pelourinho, provavelmente ao longo do século XVI.
Em 1527, no Cadastro da População do Reino ordenado por D. João III, estão registados 78 moradores no concelho de Carapito, incluindo dois na quinta de Gonçalo Mouro e um na quinta de Gonçalo Pires.
Por volta desta altura, é provável que uma parte da população estivesse ainda no Castro dos Castelos, principalmente os que se dedicavam à pastorícia e à caça, enquanto que a outra parte deverá ter-se mudado para o vale, onde os terrenos são mais férteis, começando a edificar o novo Carapito.

#### Foral de 1514
O foral de Carapito, de 10 de maio de 1514, está incluído no Livro dos Forais Novos da Beira e faz parte do espólio do Arquivo Digital da Torre do Tombo.
Na carta de foral pode ler-se:
“Dom Manuel e etc. Mostra se que foy feta composiçam amtiga amtre o senhorio e o povo que o dito comçelho avja de pagar por todolos dereitos reaes como patrimoniaes que a Coroa Real hy avya novecentos reaaes em cada hu anno per dia de Natal per o procurador do comcelho que os há de tirar per fimta que será posta novamente a todollos beens do dito lugar sem embargo da outra taixa ou fimta que damtes seja feita. E o dito comçelho recadar e avera pera sy estes direitos - a saber - o gado do vemto qumdo se perder segumdo hordenaçam com decraraçam que a pesoa a cujo poder for teer o dito gado o vena escrepver a dez dias primeiros seguintes so pena de lhe seer demandado de furto. Os montados dos que vieram pastar sem licemça ou avemça levaram da cabeça mayor dez reaaes e da outra hu reall. E os maninhos sam do dito comçelho ysso mesmo daquilo que fezerem per suas avemças e conçertos. E a dizima e direito da execuçam das sentenças arracadara ysso mesmo por seus officiaaes per aquelles preços e maneira que atee ora fezeram. E na levarom portageens visto como nunca se hy levarom. E a pena d arma e a pena do foral lhe tal como Lousãa. Dada na nosa muy nobre e sempre leal cidade de Lixboa a X dias de Mayo de mjll BcXXIIII. E sobscripto pello dito Fernam de Pina em três folhas com esta.”

### Séculos XVIII e XIX
No século XVIII, os nobres residentes na vila pertenciam à família Miranda, sendo António José de Miranda Henriques um dos senhores de Carapito.
Em 1836 realizou-se em Portugal uma reforma judiciária que levou à extinção do concelho de Carapito, a 6 de novembro, passando, então, a pertencer ao concelho de Trancoso.
Apenas quatro anos depois, em 1840, Carapito passou a pertencer ao concelho de Aguiar da Beira e, a 10 de dezembro de 1867, com a extinção deste último, ao concelho de Fornos de Algodres.
No início do ano seguinte, a 14 de janeiro de 1868, Carapito passou a pertencer novamente ao concelho de Aguiar da Beira e, a 12 de julho de 1895, novamente ao concelho de Trancoso, juntamente com o restante concelho de Aguiar da Beira.
Nesta altura, apesar do desagrado dos autarcas Aguiarenses perante o rei D. Carlos I, não foi possível restaurar imediatamente o concelho. No entanto, após grande insistência do povo e de diversas personalidades, a 10 de fevereiro de 1898 o concelho de Aguiar da Beira novamente foi restaurado e não mais foi anexado, mantendo-se Carapito como freguesia deste concelho desde então.

### História Recente
Depois da Implantação da República em 1910, o abade António de Mello e Sá (também conhecido por abade Sá e Melo) era o cidadão mais influente da aldeia. Os principais proprietários de Carapito, em 1915, eram Francisco de Albuquerque Paixão, José Cardoso de Azevedo e Manuel Lopes.
De acordo com o Almanaque-Anuário de Trancoso, publicado em 1916, Carapito gozava nessa altura de um bom estado sanitário e tinha como principais atividades comerciais a exportação de gado e cereais. Não tinha, no entanto, estradas de ligação a outras freguesias. Residiam, na freguesia, 571 habitantes, em 154 habitações. Tinha, nessa altura, duas escolas: uma para as raparigas, que se localizava na Praça, e outra para os rapazes, situada no edifício onde está implementada hoje a sede da Junta de Freguesia. Antes destas, Carapito já tinha uma outra escola, que se situava na casa do Abade Sá e Melo.
Em 1926 foi aberta a estrada que liga Vila Novinha a Pena Verde e que passa por Carapito, fazendo com que a distância à sede de município fosse de 16 km, ao contrário dos atuais 11 km. Em 1948 foi construída a Casa Paroquial, no Lameiro do Cordeiro. Esta foi uma iniciativa do padre Claudino Ribeiro Seara e contou com a colaboração do povo.
Em 1950 havia em Carapito cinco fornos para cozer pão: um na Praça; um no Terreiro; um na Calçada, na rua que sobe para os tanques; um na rua dos Ferreiros e um outro particular, propriedade de António Pires. Era nestes fornos que era cozido o pão com a farinha moída em nove moinhos, quatro situados na Cabeça, dois no Pontão e três no sítio dos Moinhos.
A rede de águas foi construída em 1953, levando à construção de vários chafarizes e dos tanques principais da aldeia, que foram concluídos em 1954. Em 1956 foi implementada em Carapito a primeira rede telefónica do município, na casa do professor José Lopes Paixão. Dois anos depois, em 1958, foi construída a nova escola primária de Carapito, no Linhar, em terrenos cedidos pela D. Mercês Pessanha. A 19 de julho de 1959 chegou uma das principais melhorias a que os Carapitenses puderam assistir: a luz elétrica. No dia da inauguração fez-se uma festa na qual participaram várias personalidades, de entre elas o Governador Civil da Guarda.
Carapito tem uma forte ligação com a cultura já desde a década de 1920, altura em que foram criadas várias associações e, também, formado um grupo de teatro. Em 1976 apareceram em Carapito os primeiros bombos, que, mais tarde, deram origem ao Grupo de Bombos de Carapito. No dia 14 de julho de 1978 nascia, no café do Terreiro, o Clube Cultural e Recreativo de Carapito (CCRC). Foi legalizado em 23 de outubro de 1979.
No mesmo ano de 1979, a 15 de abril, aparecia o jornal Caruspinus, que foi entregue pela primeira vez à saída da missa desse Domingo.
Quinze dias depois, no dia 29 de abril, foi inaugurado o renovado Campo dos Mosqueiros, apesar de este campo ter sido construído em 1947 e usado muitas vezes desde então. A sede do Clube foi construída no Calvário em 1982 e, em 1985, foram construídos os balneários do Campo dos Mosqueiros. Nenhuma destas obras teria sido possível sem a colaboração da população de Carapito, que participou ativamente.
Sem nunca parar de surpreender, os jovens de Carapito deram início a mais um projeto, em 1986. No dia 3 de agosto nascia a Rádio Experimental de Carapito (REC), liderada por José Francisco Marques Caseiro, com a cobertura da festa do Clube desse ano. A partir do ano seguinte passou a chamar-se Rádio Monte Calvário (RMC) e tinha o slogan “A Rádio Mais no Meio do Campo”. Encerrou no dia 31 de dezembro de 1989, devido à aprovação da Lei da Rádio.
Em 1988 foi construído o Salão de Festas do Clube, aumentado a disponibilidade para a realização de atividades culturais, recreativas e outras.
No dia 1 de fevereiro de 1993 foi inaugurado o Centro de Dia “Nossa Senhora da Purificação”, que tinha sido construído junto à Casa Paroquial. Nesse mesmo ano, parte da freguesia passou a dispor de uma rede de saneamento básico e outra de distribuição de água ao domicílio, após a construção de um novo depósito e a abertura de um poço na Serra do Pisco e outro nas Boiças. O saneamento básico só chegou ao Arrabalde no ano 2000.
O património do Clube nunca parou de aumentar e, a 14 de agosto de 1995, foi inaugurado o polidesportivo, construído junto à Sede, no Calvário, tendo hoje o nome “Polivalente António Jeremias Caseiro”, ex-presidente e dirigente do CCRC falecido em acidente de viação a 13 de Fevereiro de 2000. O piso foi renovado para relva sintética com inauguração em 25 de julho de 2009.
Nesse mesmo ano foi construído no Calvário, nos terrenos do CCRC, o Parque Infantil de Carapito, após demolição de um outro, mais pequeno, que existia junto à Sede do Clube. Esta foi uma obra da responsabilidade da Junta de Freguesia de Carapito e da Câmara Municipal de Aguiar da Beira.
Nos dias 10 e 11 de maio de 2014 realizou-se um dos maiores eventos a que Carapito já assistiu — a comemoração dos 500 anos do foral. Os dois dias de festa transformaram completamente o Largo da Praça, que foi coberto com barracas, recebeu música, dança, cortejos e também muitos visitantes. No dia 11 de maio, o então Bispo de Viseu, D. Ilídio Leandro, inaugurou, juntamente com o Padre Silvério Cardoso, o Monumento aos 500 anos do Foral de Carapito.
No dia 11 de novembro de 2018 os Carapitenses homenagearam os combatentes da freguesia que participaram na Primeira Guerra Mundial. Foi colocada uma lápide com os seus nomes, na sede da Junta de Freguesia, e inaugurada a Rua dos Combatentes da Grande Guerra.
Em maio de 2020 tiveram início as obras da futura praia fluvial de Carapito, junto à Lameira da Ribeira, estando também em requalificação o Dólmen I desde 2020.

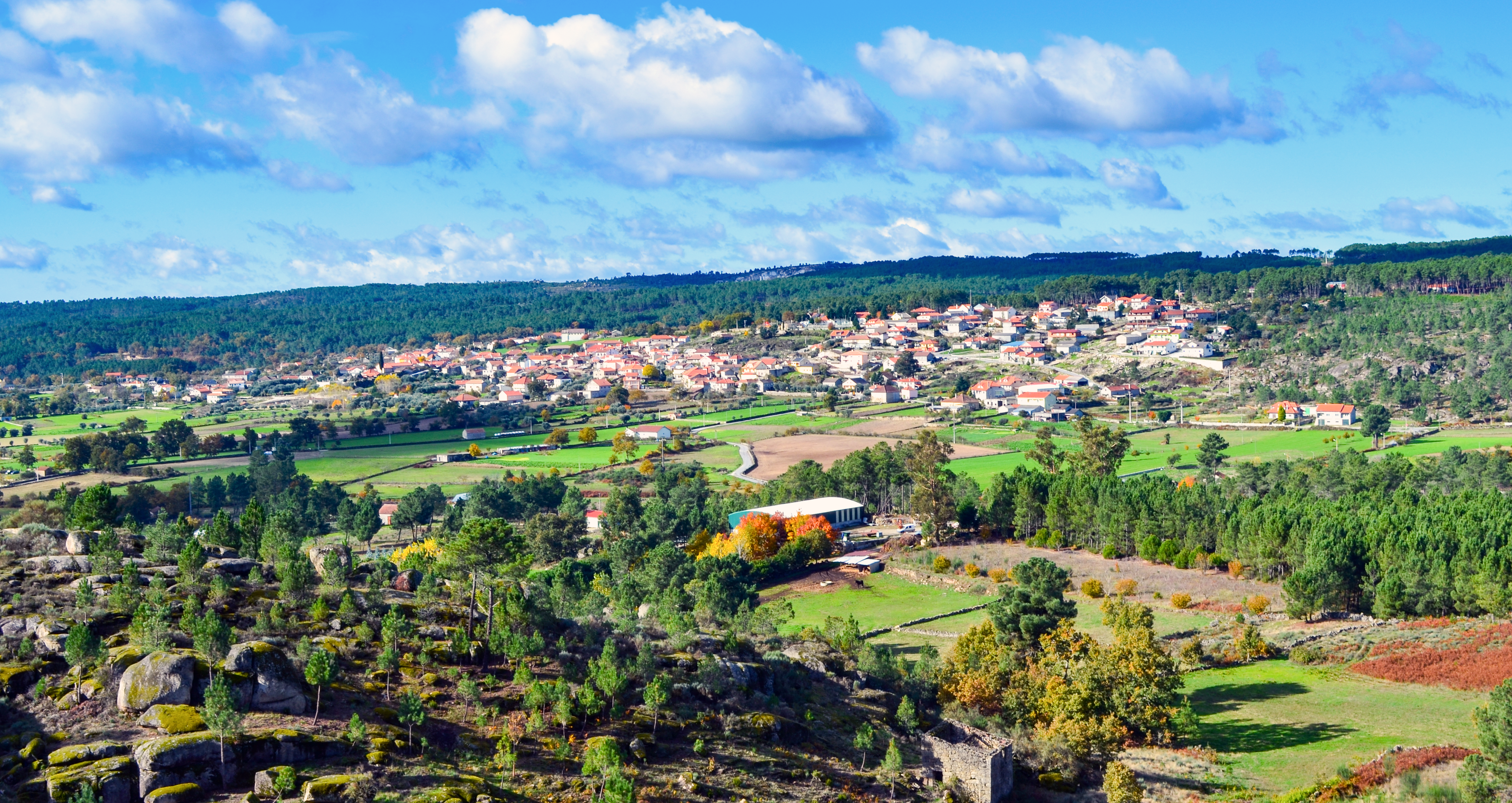
Vista de Carapito a partir do Castro dos Castelos

## Origem do Topónimo
Atualmente são conhecidas três teorias para a origem do nome ‘Carapito’. A mais conhecida, mas também aquela que deverá ser a menos verosímil, é baseada numa lenda de autor desconhecido. Segundo essa lenda, há muito, muito tempo atrás, um grupo de forasteiros que passava pela povoação decidiu ir almoçar a uma taberna. Lá comeram frango, também conhecido por ‘pito’, até que se fartaram. No final, na hora de pagar a conta, acharam a refeição cara mas, ainda assim, não pediram fiado. Já fora da taberna murmuravam entre si: “caro pito! caro pito!”. Daí, ter-se-ia chegado ao nome ‘Carapito’.
A segunda teoria diz que o nome poderá derivar do Latim, mais concretamente das palavras ‘Carus’ e ‘Pinus’, que significam 'querido' ou 'bom pinheiro', árvore muito abundante na região.
A terceira teoria, aquela que parece ser a mais correta, diz que o nome ‘Carapito’ poderá derivar do nome de pequenos carvalhos, abundantes no lugar, a que se dá o nome 'carrapichos' ou 'carrapetos', como foi apontado na revista Altitude, de março de 1943.

## Património

### Natural

#### Rios
O Rio Carapito é o principal curso de água e atravessa a freguesia a sul. Após nascer nos lameiros da Revolta, segue em direção à Lameira da Ribeira, aos poços do Freixo e do Penedo — também ele património natural da freguesia —, à Regada, à Confraria e às Entreáguas, onde se aproxima do Dólmen I. Segue depois para o Prado e a Matança em direção ao município de Penalva do Castelo, indo desaguar no Rio Dão, após percorrer cerca de 20 quilómetros.
Nos limites da freguesia encontram-se ainda as ribeiras das Caldeirinhas, dos Valverdes e das Boiças.

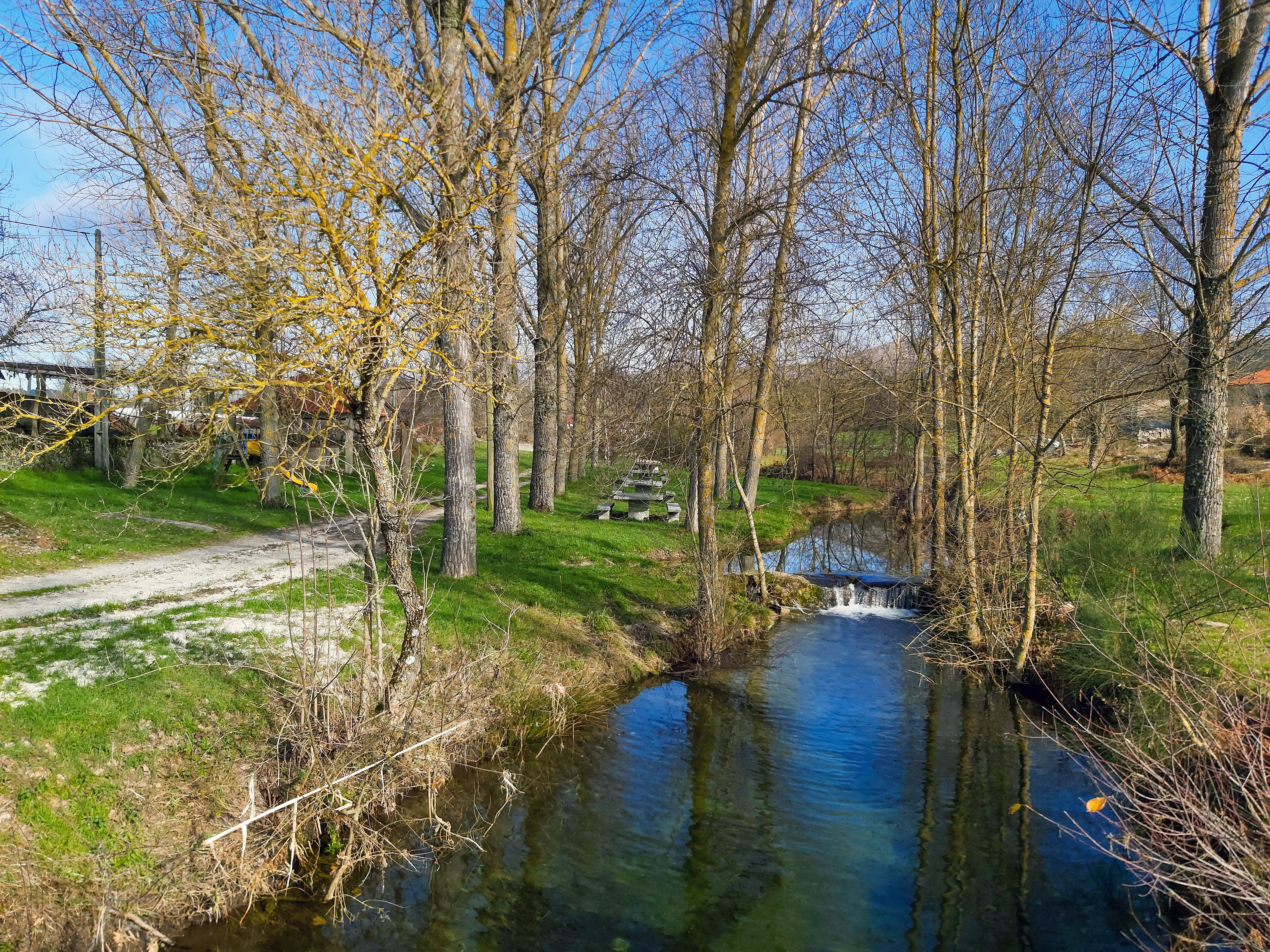
O Parque da Lameira da Ribeira

#### Serra do Pisco
A Serra do Pisco ou Serra de Almançor é a principal cadeia montanhosa junto a Carapito, situada a nascente, na direção de Trancoso. Eleva-se a 989 metros de altitude e em comprimento, estende-se por 27 km. O seu ponto mais alto é também o de maior altitude nos municípios de Aguiar da Beira e Trancoso e, ali, encontra-se um marco geodésico.
A Serra está dividida em duas partes: a Serra de Cá e a Serra de Lá ou do Doutor. A primeira parte é a que engloba toda a encosta virada para Carapito e também o declive para a Sernada, a Quinta do Brás e a Fonte da Cal. Depois disso começa a serra do Doutor, por ter pertencido ao Doutor Sá e Melo ou a alguém da família Beltrão. Na verdade, há uns séculos, a Serra foi registada em nome de Dom Bernardo Beltrão, para que este possuísse terrenos em área suficiente para ser nomeado Bispo de Pinhel.
É na Serra do Pisco que se encontra diverso património natural, como a Fonte da Cal, o Vale do Castelo, as Caldeirinhas, o Penedo da Cruz da Fortuna, entre outros. Nos últimos 50 anos já ardeu pelo menos três vezes: a primeira em 25 de Julho de 1968, a segunda em 16 de Setembro de 1985 e, a terceira, 16 de Outubro de 2017. Noutros tempos era o caminho escolhido por muitos Carapitenses que iam vender os seus bens à feira de Trancoso, tendo sido também o principal sustento de grande parte das famílias.
Do cimo da Serra a vista é soberba e podem vislumbrar-se as serras da Estrela; do Caramulo; de Montemuro; da Lapa; de Alvite; de Leomil; do Marvão e de Cabaços, para além de grande parte dos municípios de Aguiar da Beira e Trancoso e porções significativas dos municípios de Fornos de Algodres; Sernancelhe e outros.

### Edificado

#### Aqueduto das Boiças
O Aqueduto das Boiças, também conhecido como “o cano”, trazia a água do Deserto, passando pelas Boiças e pelo Mortório, antes de chegar ao Arrabalde. Era construído em granito aparelhado apenas no interior, onde corria a água, e no entalhe de cada bloco de pedra, para encaixar devidamente com o bloco seguinte. Do Arrabalde seguia ainda para o Linhar e para a Fonte da Vila, podendo, no entanto, ser encaminhada para a Rua da Igreja depois de atravessar a Praça, em direção ao Passigo ou ao Quinchoso. Uma grande parte do aqueduto foi destruída com a abertura do caminho entre as Boiças e Arrabalde, onde hoje ainda persiste uma pequena parte da antiga estrutura.

#### Capelas
Para além das duas que existem ainda hoje, Carapito já teve um total de quatro capelas, o que demonstra bem a fé do povo em relação aos santos e às devoções. Exceto a Capela dos Castelos, todas as outras três foram construídas entre os séculos XVIII e XIX.
Segundo as Memórias Paroquiais de 1758, Carapito era “padroado real”, tendo no seu território quatro capelas:
- Capela de São Sebastião — localiza-se na zona do Santo e era pertença do povo.
- Capela de Nossa Senhora do Rosário — é contígua ao edifício da sede da Junta de Freguesia, foi construída pelos Beltrões e era então administrada pelo doutor Álvaro José Saraiva Beltrão. Foi cedida à Paróquia de Carapito em 1992.
- Capela de Santo António — localizada na Carreira de Baixo, foi mandada construir por D. Miguel da Cunha em 1722, sendo pertença dos Pegos e Morgados das Varandas. Era administrada por Diogo de Fonseca Varandas.
- Capela de Santa Cruz — também conhecida por Capela dos Beltrões, era contígua à casa do abade António de Mello e Sá e era administrada por João Pessoa de Barros.

Por toda a aldeia podem encontrar-se santos, alminhas e cruzeiros, sendo as principais a Santa Luzia, junta à Escola Primária, a Santa Eufêmia, na estrada que segue para Pena Verde, e a Nossa Senhora da Boa Viagem, na Berberica.

#### Castro dos Castelos
A antiga povoação de Carapito tem vários nomes: Castro dos Castelos; Castelos; Castro de Carapito; Vale dos Castelos ou Chão das Casas. Situa-se a cerca de dois quilómetros a nascente do atual Carapito e, nos dias de hoje, apenas podem ver-se as ruínas num amontoado de pedras. Ainda assim, é possível distinguir algumas fundações de antigas casas, umas alinhadas e outras dispersas, e que constituíram o antigo povoado. Segundo a lenda, o sítio terá sido invadido por formigas, o que fez com que os habitantes tivessem que fugir dali, passando para a outra margem da ribeira, onde se encontra o atual Carapito.
Foi escavado no final da década de 1980, aquando do estudo e restauro do Dólmen I. Uma das ruínas que estava bem delimitada era a da capela, provavelmente da época dos Visigodos, sendo, por isso, posterior ao povoamento castrejo e à romanização, mas anterior à ocupação muçulmana do século VIII. No local foram também encontrados vestígios de sepulturas, tendo, um deles, cerca de um metro e meio de comprimento.
A partir do ponto mais alto do antigo povoado é possível ter uma bela vista do novo Carapito, que hoje prospera ao longo do vale verdejante.

#### Dólmenes
As antas ou dólmenes são uma das melhores provas de que a região já era habitada há milhares de anos. Em Carapito descobriram-se, até ao momento, quatro exemplares, sendo o maior o chamado Dólmen I de Carapito. O Dólmen I é constituído por nove esteios talhados e que atingem mais de cinco metros de altura. Dois deles estavam decorados com formas solares e serpentiformes. A partir da datação por Carbono-14, resultado da recolha de fragmentos de madeira carbonizada, durante a escavação de 1988, os investigadores concluíram que este já era usado há cerca de 6000 anos.
Os dólmenes II e III encontram-se a algumas centenas de metros do Dólmen I, entre o Chão dos Chão dos Espeques e o Lameiro do Moinho. São de menor dimensão, mas, ainda assim, bastante interessantes, principalmente o Dólmen II. O quarto dólmen conhecido situa-se no extremo oposto da freguesia, no sítio da Revolta, estando completamente enterrado e, por isso, sendo possível ver apenas a mamoa. Todos foram explorados, na década de 1960, pelos arqueólogos Leonel Ribeiro e Vera Leisner. O espólio encontrado está atualmente guardado no Museu Nacional de Arqueologia.

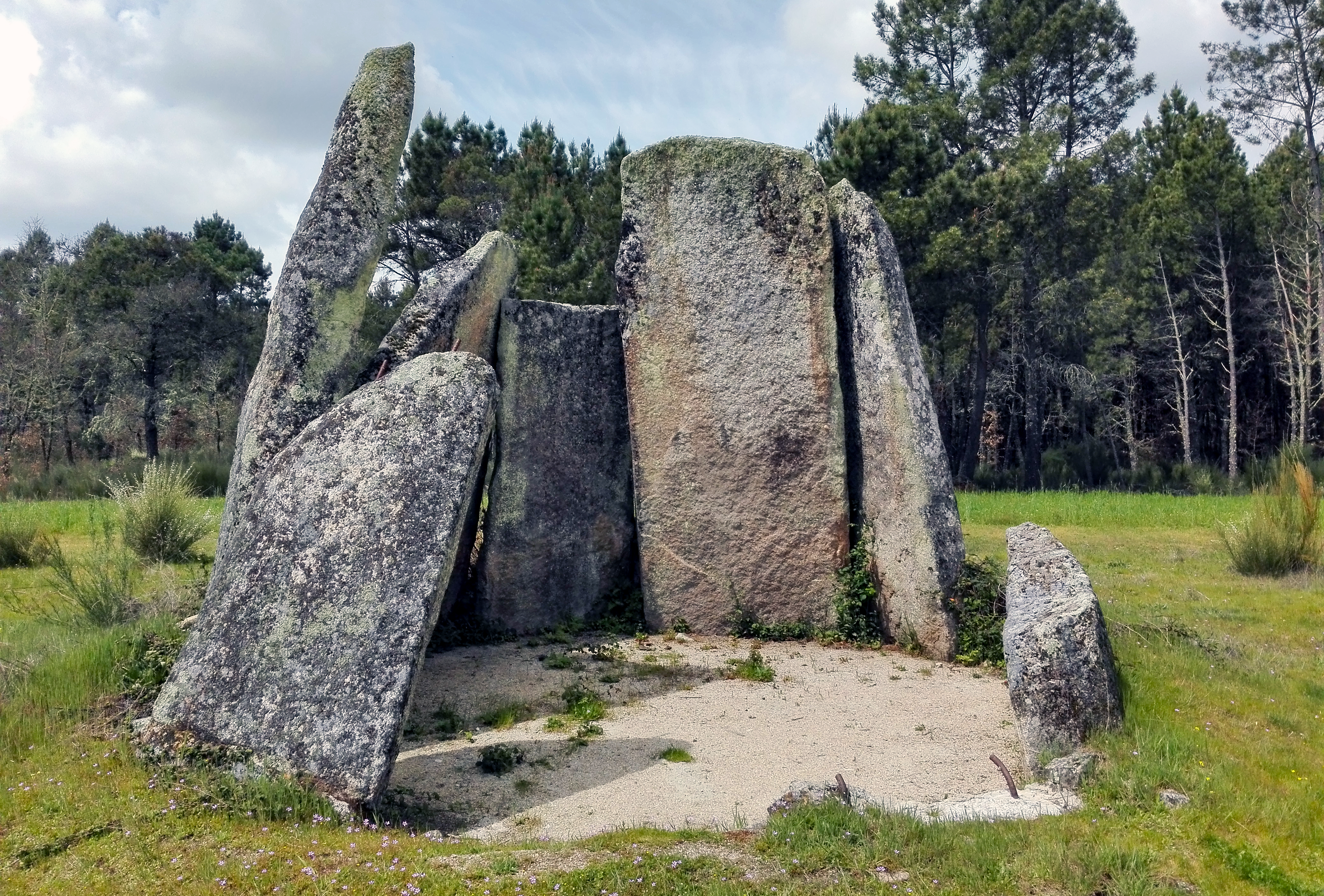
O Dólmen I de Carapito

#### Igreja Paroquial
A Igreja Paroquial de Carapito situa-se junto à Praça principal da aldeia. Tem cerca de 30 metros de comprimento, cerca de 10 metros de largura e cerca de 7 metros de altura. Do lado direito encontra-se o cemitério, e, na parte de trás, mais abaixo, um outro novo. Devido à configuração da “porta dos homens” é possível dizer que deverá ter origem românica, tendo, no entanto, sofrido remodelações profundas ao longo dos anos. O remate contracurvado da torre sineira e as formas da frontaria situam-na no século XVII, sendo típicos do Barroco. As paredes interiores e exteriores eram totalmente cobertas de cal, que começou a ser removida entre os anos 1965/1966, expondo agora as paredes em granito. Em 1990 foi novamente alvo de intervenção, interior e exterior, sendo removido o soalho e deixando o chão em pedra, ainda assim bastante irregular.
Na torre estão dois sinos, o primeiro datado do ano de 1825 e o segundo do ano de 1918, em substituição de um outro que entretanto partira. No interior da igreja, no púlpito, está inscrita a data ‘1697’, havendo ainda lembranças de que, no arco que dividia a capela-mor do corpo da igreja, já terá estado a data ‘1646’. A igreja tem seis altares: o altar-mor, onde está o sacrário; o altar de Nossa Senhora do Rosário; o altar do Sagrado Coração de Jesus; o Altar das Almas; o altar de São Pedro de Verona e o está o altar de Santo António.

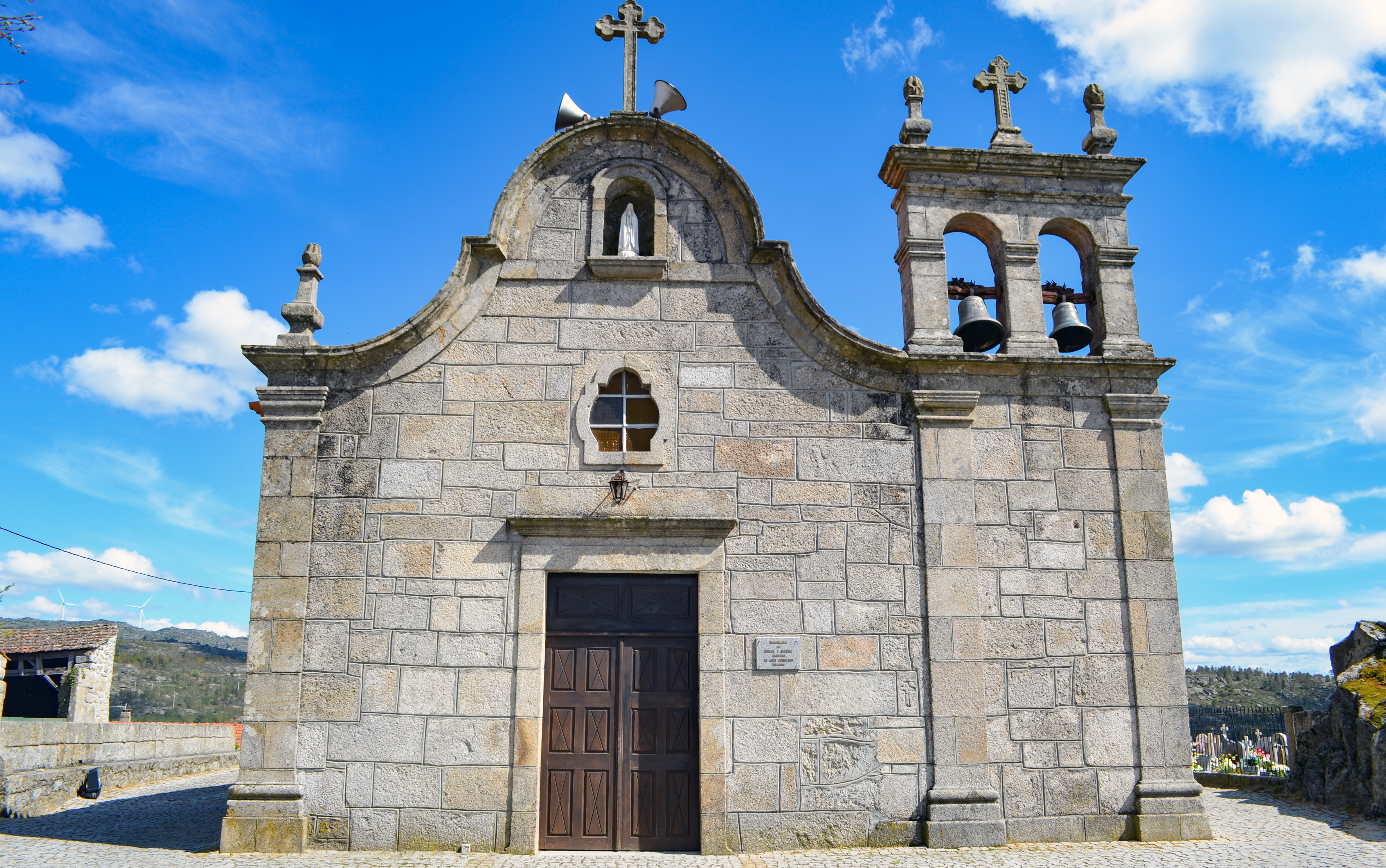
A Igreja Paroquial de Carapito

#### Pelourinho
O Pelourinho de Carapito encontra-se numa das extremidades da Praça de Carapito, junto à entrada para a Carreira de Baixo. Deverá ter sido construído durante o século XVI, na sequência do Foral dado a Carapito por D. Manuel I em 1514. A base é composta por cinco degraus octogonais com rebordo boleado. A coluna é lisa e também octogonal. Em cima da coluna está uma gaiola de grandes dimensões, composta por duas partes piramidais que são seguras por um colunelo central e oito laterais. Foi classificado como Imóvel de Interesse Público em 11 de Outubro de 1933.

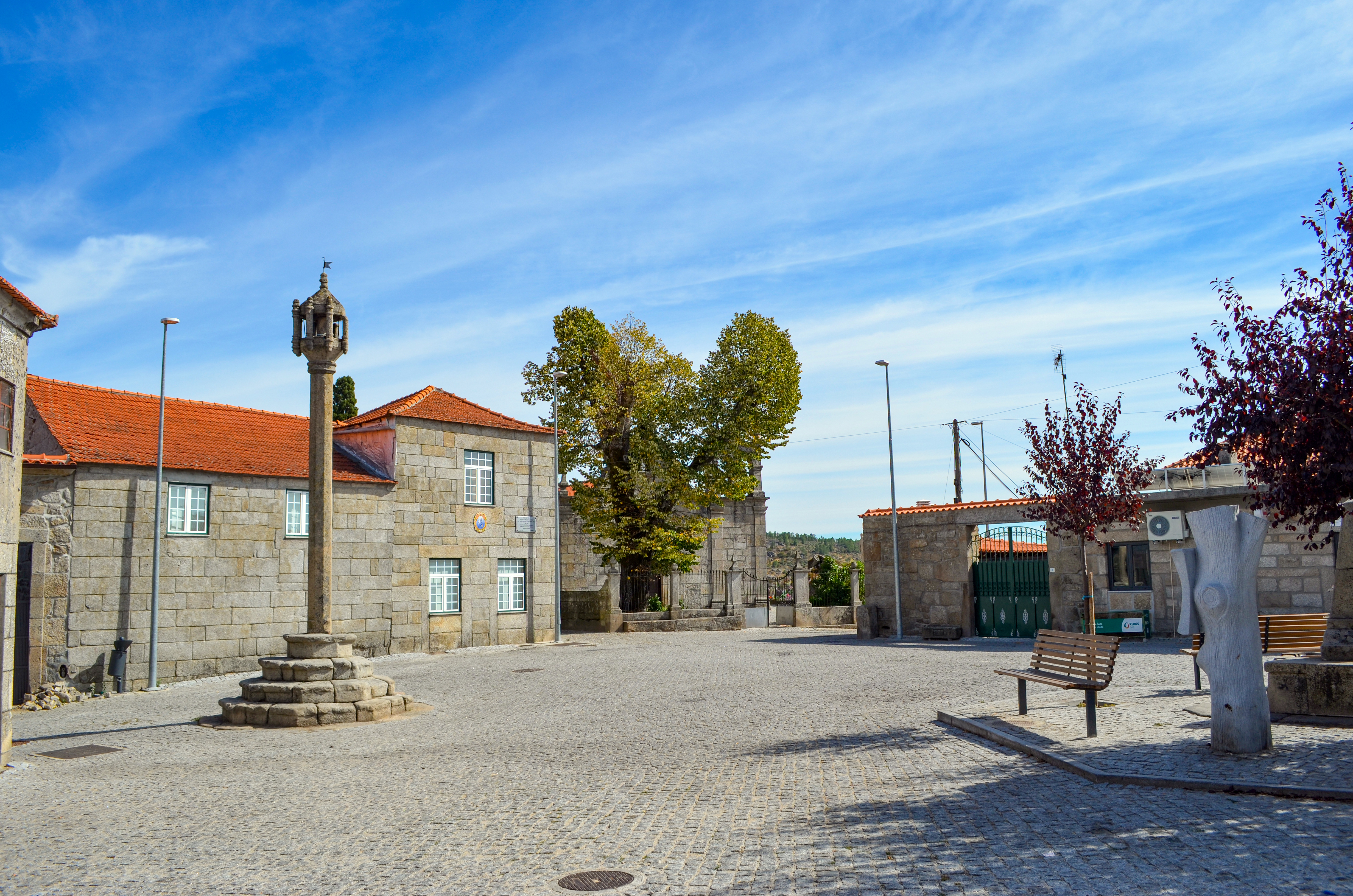
Vista da Praça de Carapito, com o Pelourinho à esquerda, a antiga Casa Paroquial e a Igreja ao centro e o Monumento aos 500 anos do foral de Carapito à direita

#### O Talefe
O ponto mais alto da Serra do Pisco está assinalado com um marco geodésico de primeira ordem, conhecido localmente por Talefe Grande ou simplesmente Talefe. Foi construído em 1954 pelo Instituto Geográfico de Portugal, no âmbito de um projeto de referenciação dos pontos mais altos do território. Originalmente era pintado de branco, com uma faixa preta a meio, cores que há muitos anos desapareceram, estando agora visível o granito que o compõe. Tem cerca de 10 metros de altura e uma envergadura na base de aproximadamente 3 metros, tendo um formato piramidal. A partir daquele ponto é possível observar em 360 graus toda a região, ao longo de dezenas de quilómetros.
Uma raio resultante de uma grande trovoada ocorrida em 1978 ou 1979 atingiu o topo do marco geodésico, tendo feito deslocar algumas das pedras. Com o passar dos anos e em consequência das condições meteorológicas, a degradação tornou-se cada vez mais visível, tendo acelerado no decorrer da construção do Parque Eólico do Pisco.
Foi alvo de uma intervenção de reparação em Julho de 2020, numa altura em que as 10 últimas fiadas já estavam afetadas.

## Administração Local
Ao longo dos últimos 140 anos Carapito teve 30 presidentes da Junta Paroquial e da Junta de Freguesia. Os registos mais antigos constam do livro de atas da Junta Paroquial de Carapito, onde se pode verificar que, no final do século XIX, os mandatos eram de curta duração, com substituição dos presidentes quase anualmente.
Estes são os nomes dos presidentes entre 1878 e o presente.
Antes do 25 de Abril
- António Marques — 15 de Agosto de 1878
- Francisco António da Cruz — 12 de Fevereiro de 1880
- Manoel dos Santos e Souza — 5 de Janeiro de 1883
- José Marques Tenreiro — 10 de Janeiro de 1882
- António da Costa Monteiro — 18 de Janeiro de 1884
- Francisco Albuquerque Paixão — 3 de Março de 1885
- Manoel dos Santos e Souza — 3 de Janeiro de 1886
- Joaquim Lopes — 10 de Junho de 1888
- José Cardoso d'Azevedo — 22 de Junho de 1890
- Manoel dos Santos — 2 de Janeiro de 1893
- António de Mello e Sá — 13 de Janeiro de 1896
- Francisco Albuquerque Paixão — 1 de Novembro de 1910
- Manoel dos Santos Barranha — 2 de Janeiro de 1914
- José Lopes de Albuquerque Paixão — 28 de Março de 1918
- Francisco Albuquerque Paixão — 3 de Janeiro de 1923
- José Lopes de Albuquerque Paixão — 2 de Janeiro de 1926
- José Augusto da Silva (como presidente de uma comissão administrativa) — 20 de Agosto de 1926
- José Tenreiro — 31 de Agosto de 1930
- Casimiro Marques — 2 de Abril de 1933
- José Augusto da Silva — 30 de Dezembro de 1937
- Manuel Jacinto Vaz — 31 de Dezembro de 1941
- José Lopes de Albuquerque Paixão — 2 de Janeiro de 1951
- Augusto Rodrigues de Almeida Osório — 10 de Janeiro de 1955
- Afonso da Silva Paixão — 5 de Janeiro de 1960

Depois do 25 de Abril
- Fernando dos Santos Barranha - (como presidente de uma comissão administrativa) — 6 de Maio de 1976
- Albino Gomes Lopes — 12 de Dezembro de 1976
- Fernando Lopes Baltazar — 12 de Dezembro de 1982
- Joaquim Lopes — 17 de Dezembro de 1989
- José Francisco Lopes Baltazar — 12 de Dezembro de 1993
- Luís Filipe Almeida Nunes Pinto — 11 de Outubro de 2009
- António Carlos Tenreiro Ferreira — 26 de Setembro de 2021

## Economia
A economia local é atualmente baseada na agricultura, na construção civil, na panificação, nas indústrias de transformação de madeira e de granitos e na restauração. Ao longo das últimas cinco décadas a população seguiu os surtos migratórios da generalidade do país. Na década de 1960 os destinos preferenciais foram o Brasil e a África, principalmente Angola. Na década de 1970, a França, e, a partir da década de 1980, a Suíça. Em Portugal, a região de Lisboa é o principal destino dos Carapitenses desde, pelo menos, a década de 1970, sendo, no entanto, possível encontrá-los um pouco por todo o país. Esta forte componente migratória tem retirado à aldeia principalmente a força jovem, mas observa-se em todas as faixas etárias. Ao longo dos anos, muitos emigrantes têm regressado à aldeia, onde abrem empresas e contribuem significativamente para a economia local.

## Associações

### Religiosas

#### Irmandade das Almas
A Irmandade das Almas foi fundada em 24 de Agosto de 1694, segundo atesta o seu livro de estatutos. Apesar de o livro original se ter deteriorado com o passar dos anos, em 8 de Novembro de 1880 foi copiado, existindo este ainda hoje.
Na primeira página da cópia está escrita a seguinte declaração:
“Manoel dos Santos e Sousa actual juiz da Irmandade das Almas desta freguesia de Carapito, attendendo ao estado deplorável do Livro original dos Estatutos da mesma pela sua antiguidade e mesmo em parte quazi ininteligível, e vendo que os ditos Estatutos copiados neste Livro estavão em tudo conformes ao mesmo original sem a mínima alteração, e ao alcance de todos na sua leitura, determinou a Mesa que este Livro fosse assignado por todos os Mesarios, e que depois de sobscripto e assignado pelo Secretário da mesma Irmandade, se lhe abrisse termo d'abertura e Encerramento assignados por mim depois de numerados e rubricadas todas as suas folhas com o mesmo apelido de = Souza = de que uzo.
Carapito, em Mesa de 8 de Novembro de 1880. O Juiz da Irmandade – Manoel dos Santos e Souza O Secretário da mesma que o sobre escrevi e assignei, António Borges d'Oliveira”
A título de curiosidade, o livro de estatutos foi assinado, em 1694, pelos seguintes Irmãos: padre Simão Paes d'Andrade; padre Manoel Lopes; António Ferreira; Pedro Fernandes; João Dias; Manoel Gil; Domingo Teixeira; Joze Dias; Gaspar D'Albuquerque; João de Nunes; João d'Andrade; António Gonçalves; Manoel Ferreira; Pedro de Larão; Matheus de Rodrigues; António Francisco; Pedro Gonçalves; Manoel d'Almeida o moço; Joam Anriques; Manuel Caberil; Manoel Lopes; Andre Gomes de Figueiredo; António d'Almeida Beltrão; Domingos Fernandes; Manoel Gil Moira; Manoel d'Albuquerque, Silvestre de Ferreira e João Ferreira.
Atualmente a Irmandade das Almas tem membros de ambos os sexos. Há duas condições de Irmãos: os residentes na paróquia e os ausentes, que, sendo ou não Carapitenses, podem estar emigrados ou migrados. A Irmandade celebrava a sua festa no primeiro sábado de Novembro, Dia de Todos os Santos, e, mais recentemente, passou a realizar-se no sábado seguinte. Neste dia é feita a chamada do nome de todos os Irmãos, inclusive o dos ausentes. Os residentes podem ser multados em caso de falta injustificada à celebração. Os homens têm como símbolo uma capa branca com gola verde, enquanto que as mulheres usam apenas uma fita verde. Quando um Irmão ou uma Irmã morre, os restantes Irmãos residentes fazem-se acompanhar da capa ou da fita no seu funeral, organizando também uma procissão desde a casa do defunto até à igreja.

#### Sagrado Coração de Jesus
A associação do Sagrado Coração de Jesus iniciou-se em Carapito em 1925 ou 1926, por iniciativa do padre António Couto. Em 1948 foram nomeadas seis zeladoras: Maria dos Prazeres Lopes; Maria dos Prazeres Paixão; Maria Seara Ribeiro; Augusta Silva; Maria dos Prazeres Caseiro e Maria do Céu Silva Paixão. O número de associados foi crescendo, ultrapassando atualmente os 200. As zeladoras da associação envergam uma fita vermelha com uma medalha grande. As associadas usam uma fita vermelha com uma medalha mais pequena e os associados um laço vermelho com uma medalha. Anualmente é feita uma festa, em Junho, no dia do Sagrado Coração de Jesus, na qual todos os associados se fazem representar pela medalha, quer ao pescoço com a fita, quer no laço. Sempre que um associado morre, o Sagrado Coração de Jesus organiza uma procissão, composta essencialmente por meninos, que envergam capas brancas com gola vermelha e seguem atrás de uma bandeira.
Na primeira sexta-feira de cada mês é celebrada uma missa pelos associados já falecidos. Em 2019 foram nomeadas novas zeladoras.

#### Juventude Mariana Vicentina
A Juventude Mariana Vicentina é uma associação internacional que teve origem nas aparições da Virgem Maria a Santa Catarina Labouré, em 1830. Foi aprovada pelo Papa Pio IX em 1847. Em Carapito foi criado um grupo em 1999, com cerca de 20 elementos. O Centro Local de Carapito organizou um encontro regional em 2001 e encontros regionais para sub-16 em 2010 e 2013, tendo os seus elementos participado em encontros regionais, nacionais e internacionais. Ao longo dos anos tem sido alvo de várias renovações.

### Sociais

#### Centro de Dia
O Centro de Dia de Carapito foi inaugurado no dia 1 de Fevereiro de 1993, sendo os principais obreiros o padre Silvério Cardoso e sua irmã, Antónia Cardoso. Inicialmente começou por servir cerca de 10 pessoas, aumentando rapidamente o número de utentes até chegar às quatro dezenas. Para além dos cuidados que presta, in loco e ao domicílio, quer de higiene, quer de alimentação, tem um programa cultural muito recheado que inclui música e danças, excursões e atividades desportivas.

#### Associação Menina do Rosário de Carapito
A Associação Menina do Rosário de Carapito (AMRC) foi fundada em 28 de Maio de 2014. Foram fundadores António José Fonseca Ferreira; António Diogo Tenreiro; Fernando Invêncio da Fonseca; Aldina do Espírito Santo e Cláudia Isabel Sousa Batista. Ao longo dos anos tem realizado vários eventos de cariz social. O principal objetivo da associação é a construção de um lar de idosos em Carapito.
Os presidentes da AMRC foram, até agora:
- António José Fonseca Ferreira — 28 de Maio de 2014 a 22 de Agosto de 2021.
- António José Fonseca Ferreira — 22 de Agosto de 2021 até ao presente.

### Culturais

#### Clube Cultural e Recreativo de Carapito
A ideia para a criação do Clube Cultural e Recreativo de Carapito (CCRC) foi lançada por Carlos Paixão no dia 14 de Julho de 1978. Tendo tido acolhimento imediato, logo nessa noite foi constituída uma comissão diretiva, composta por Álvaro Lourenço Caseiro, José Manuel Lopes Marques e José Francisco Caseiro. No dia 23 de Outubro de 1979 foi legalizado através de escritura feita no Cartório Notarial de Aguiar da Beira. A publicação em Diário da República sido feita no dia 26 de Novembro desse ano. No dia 22 de Novembro foi eleita pelos sócios a primeira Direção.
A Sede da associação foi construída em 1983, junto ao Monte Calvário. O salão de festas foi levantado em 1988. Em 1995 a associação inaugurou o primeiro polivalente do município. Ao longo do ano realiza várias atividades como passeios todo o terreno e BTT, comemora o Dia da Criança, realiza torneios de futebol de 5, masculinos e femininos, e torneios de chincalhão e de sueca. Realiza, desde 1979, uma festa anual, em Agosto, e, desde há alguns anos, no final de Julho. Em 2020 a festa não se realizou, pela primeira vez desde que a associação foi criada.
Os presidentes do CCRC foram, até agora:
- Álvaro Lourenço Caseiro — 14 de Julho de 1978 a 22 de Novembro de 1979.
- Artur Vitorino Baltazar Reis — 22 de Novembro de 1979 a 9 de Janeiro de 1982.
- Álvaro Lourenço Caseiro — 9 de Janeiro de 1982 a 20 de Fevereiro de 1983.
- Fernando Lopes Baltazar — de 20 de Fevereiro de 1983 a Janeiro de 1984.
- Álvaro Lourenço Caseiro — Janeiro de 1984 a 23 de Janeiro de 1988.
- António Jeremias Caseiro Marques — 23 de Janeiro de 1988 a 12 de Janeiro de 1991.
- Álvaro Lourenço Caseiro — 12 de Janeiro de 1991 a 28 de Março de 1992.
- José Manuel Lopes Marques — 28 de Março de 1992 a 29 de Janeiro de 1994.
- António Jeremias Caseiro Marques — 29 de Janeiro de 1994 a 12 de Fevereiro de 2000.
- Luís Filipe Almeida Nunes Pinto — 12 de Fevereiro de 2000 a 28 de Fevereiro de 2004.
- Ana Maria Lopes Caseiro — 28 de Fevereiro de 2004 a 11 de Fevereiro de 2006.
- Francisco António da Silva Caseiro — 11 de Fevereiro de 2006 a 26 de Janeiro de 2008.
- António Carlos Tenreiro Ferreira — 26 de Janeiro de 2008 a 14 de Janeiro de 2012.
- Bruno Miguel Dias da Silva — 14 de Janeiro de 2012 a 18 de Janeiro de 2014.
- Álvaro José Caseiro de Almeida — 18 de Janeiro de 2014 a 23 de Janeiro de 2016.
- José Gabriel Marques Pires — 23 de Janeiro de 2016 a 18 de Julho de 2020.
- Vitor Hugo Matos Pinto — 18 de Julho de 2020 até ao presente.

Nas estruturas do CCRC estão inscritas três secções: o jornal Caruspinus; o Grupo de Bombos e a Secção de Ação Cultural. Também já teve uma rádio — Rádio Experimental de Carapito (REC)/Rádio Monte Calvário (RMC). O número de sócios ronda atualmente os 300.

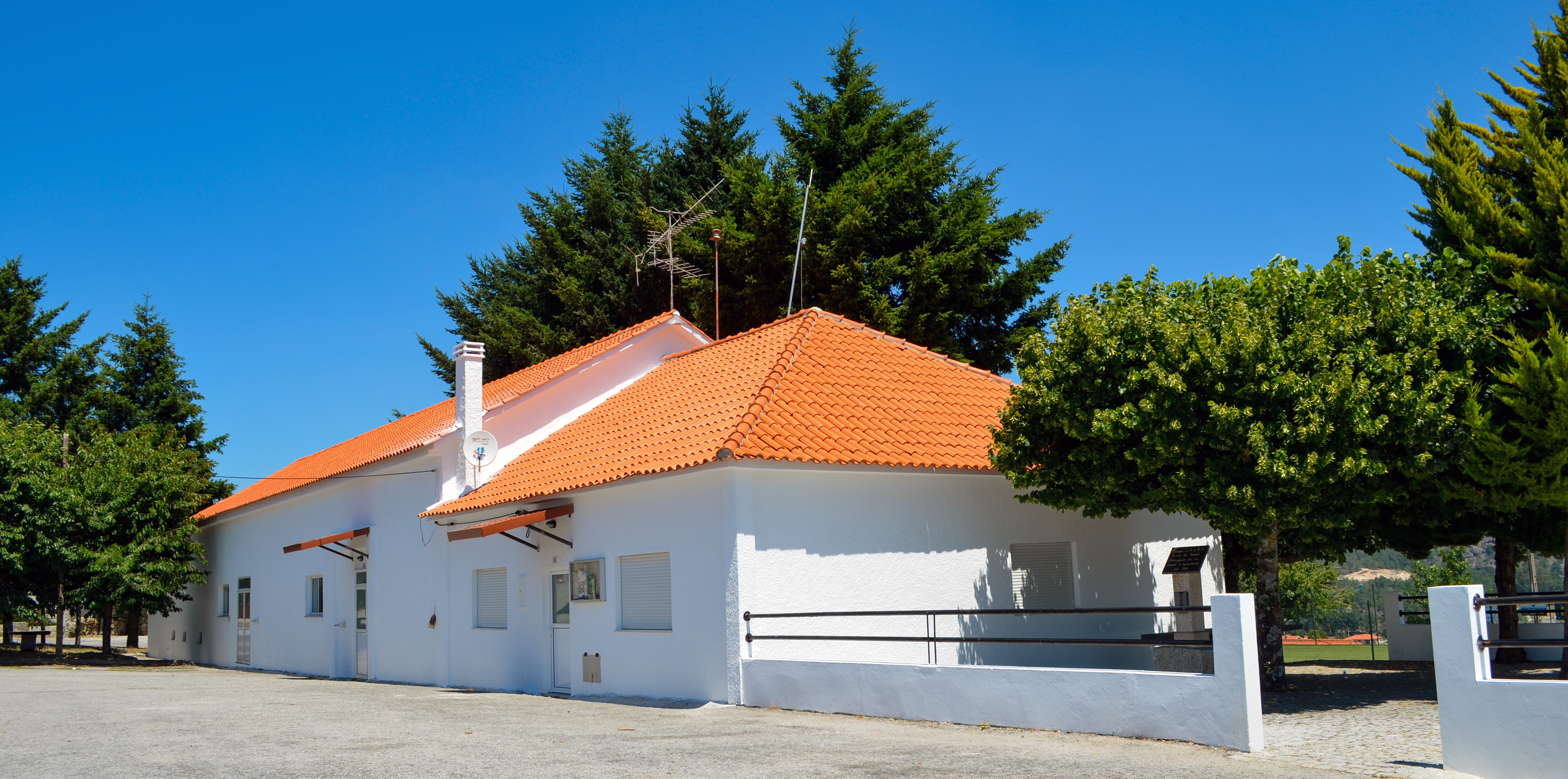
A Sede e Salão de Festas do Clube Cultural e Recreativo de Carapito

##### Caruspinus
O jornal Caruspinus foi fundado em 1979 por António Francisco Caseiro Marques. A primeira edição, não oficial, foi editada no dia 15 de Abril de 1979 e entregue à população carapitense à saída da missa de Domingo. O primeiro número, após a legalização, foi publicado no dia 1 de Março de 1980, tendo como Diretor Francisco Paixão da Cruz. Na década de 1990 chegou a ter uma tiragem de 600 exemplares, ultrapassando já a duas dezenas de colaboradores ao longo dos últimos 40 anos. Atualmente tem cerca de 275 assinantes em mais de 10 países de três continentes.
Os diretores do Caruspinus foram, até agora:
- Francisco Paixão da Cruz — de Março de 1980 a Fevereiro de 1985.
- António José Paixão Lopes — de Março de 1985 a Março de 2003.
- José Gabriel Marques Pires — de Dezembro de 2004 a Março de 2006.
- Álvaro José Caseiro de Almeida — de Abril de 2008 até ao presente.

O lema do jornal e do Clube é “Exaltando Nossas Gentes”. Através do Caruspinus foram já editados vários livros, o último deles em Dezembro de 2019 — “Caruspinus — 40 Anos de História”.

##### Grupo de Bombos
Os dois primeiros bombos chegaram a Carapito no ano de 1976. Por volta da mesma altura, um grupo de excursionistas, vindos de Lisboa para participarem na festa de São Pedro de Verona, foi recebido na Praça por esses bombos, atribuindo-se a este evento o início do Grupo de Bombos de Carapito. Ao longo das duas décadas seguintes o grupo fez várias atuações, principalmente locais, mas, em 1995, após ser constituído como secção do Clube Cultural e Recreativo de Carapito, passou a ter uma Direção. As atuações de maior destaque são as das várias festas de Carapito, incluindo a festa de São Brás, nos Montes; os Jogos Tradicionais do concelho de Aguiar da Beira; e a Feira das Atividades Económicas do município de Aguiar da Beira. No entanto, o grupo realizou já várias outras atuações na região, em Lisboa e em Espanha. Composto por cerca de 30 bombos e caixas, acompanham as suas batidas algumas concertinas, entre outros instrumentos, criando uma melodia que, no seu conjunto, já é património local.
Os presidentes do Grupo de Bombos foram, até agora:
- Carlos Alberto Oliveira Pires — de Fevereiro de 1996 a Janeiro de 1998.
- Almiro Lopes da Silva — de Janeiro de 1998 a Janeiro de 2000.
- António Alberto da Fonseca Pires — de Janeiro de 2000 a Fevereiro de 2006.
- Luís Manuel da Fonseca Pires — de Fevereiro de 2006 a Janeiro de 2008.
- António José Santos Baltazar — de Janeiro de 2008 a Janeiro de 2010.
- João Manuel Ferreira Vaz — de Janeiro de 2010 a Janeiro de 2016.
- Manuel Casimiro dos Santos Caetano — de Janeiro de 2016 a Fevereiro de 2018.
- Daniel Salvador Matos Sousa Navoeiro — de Fevereiro de 2018 até ao presente.

##### Secção de Ação Cultural
A Secção de Ação Cultural (SAC) do Clube Cultural e Recreativo de Carapito foi formalmente criada em 2015 e resultou da extinção da Comissão para as Comemorações dos 500 Anos do Foral de Carapito, passando também a gerir o seu património. Antes disso já se organizavam eventos cultural no CCRC, principalmente peças de teatro, que continuam ainda a ser apresentadas ao público carapitense. Esta secção é responsável pelo Grupo de Teatro de Carapito e pelo Clube de Leitura “Os Foralitos”.
A presidência da SAC foi, até agora, desempenhada por:
- Teresa Augusta Barranha — de Fevereiro de 2015 a 18 de Julho de 2020.
- José Gabriel Marques Pires — de 18 de Julho de 2020 até ao presente.

###### Grupo de Teatro de Carapito
O teatro é uma arte com expressão em Carapito desde, pelo menos, o início da década de 1960. Já atravessou várias geração de atores amadores, que levaram a palco, primeiro no Salão Paroquial e depois no Salão de Festas do CCRC, peças como Frei Luís de Sousa; o Auto da Barca da Inferno; o Auto da Barca do Purgatório e o Auto da Barca da Glória.

###### Foralitos
O Clube de Leitura “Os Foralitos” nasceu em Carapito no dia 3 de Janeiro de 2015 e teve como precursor a comemoração dos 500 anos do foral, em 2014. Apesar de ser principalmente destinado aos alunos da Escola E. B. 1 de Carapito, está, no entanto, aberto a todos os interessados em cultivar e promover a leitura. A iniciativa de criação deste clube de leitura partiu de Teresa Barranha, que é também a orientadora. Possui um espaço na sede do CCRC, onde gere uma pequena biblioteca.

## Autores

### Álvaro Caseiro de Almeida
Álvaro José Caseiro de Almeida é natural de Carapito, Aguiar da Beira, onde nasceu em 11 de Agosto de 1984. Frequentou a Escola Primária de Carapito; a Escola Básica E. B. 2 e 3 C+S de Aguiar da Beira; a Escola Secundária de Fornos de Algodres; o Liceu Alves Martins e a Universidade de Aveiro, onde concluiu o Doutoramento em Engenharia Física, em 2016.
Entre 2004 e 2016 desempenhou vários cargos nos corpos gerentes do Clube Cultural e Recreativo de Carapito, tendo sido presidente da Direção entre Janeiro de 2014 e Janeiro de 2016. Foi Tesoureiro do Centro Local de Carapito e do Concelho Regional da Juventude Mariana Vicentina; Secretário da Assembleia de Freguesia de Carapito e da Comissão para as Comemorações dos 500 anos do Foral de Carapito. Foi membro fundador da Secção de Estudantes de Divulgação da Óptica e da Secção de Estudantes de Divulgação da Física, ambas da Universidade de Aveiro, e da Aquilaris — Associação de Defesa e Divulgação do Património do concelho de Aguiar da Beira.
Entre 2017 e 2019 foi estagiário no Observatório Europeu do Sul.
É Diretor do jornal Caruspinus desde 2008. 
Obras publicadas:
1. Daily Jokes: O Livro (1.ª ed. 2011; 2.ª ed. 2011; 3.ª ed. 2022)
2. Carapito, A História de um Povo (2014) — em co-autoria com com Tó-Zé Paixão.
3. Comemorações dos 500 Anos do Foral de Carapito (2015)
4. Caruspinus, 1979–2019: 40 Anos de História (2019) — em co-autoria com A. F. Caseiro Marques, Tó-Zé Paixão, Francisco Paixão da Cruz, José Gabriel Pires e Cidália Coelho Batista.
5. Carapito em Imagens (2025)

### Ana Leonor Tenreiro
Ana Leonor Tenreiro nasceu em Carapito a 30 de Junho de 1974. Frequentou a Universidade Nova de Lisboa, onde concluiu a licenciatura em Ciências da Comunicação. Profissionalmente, já desempenhou vários cargos, de jornalismo, animação, guionismo ou redação. É narradora de textos, faz adaptação de contos e é também escritora. Fez a adaptação do conto “Crescei e Multiplicai-vos”, para uma curta-metragem, exibida na RTP 2, realizada por Manuel Mozos, e também a adaptação de contos de Andersen para dois musicais, na Bibliofesta de Oeiras.
Obras publicadas:
1. O Homem que ia Contra as Portas (2010)
2. Porque Chora o Rei? (2015)
3. Quando Vou Dormir o Mundo Para (2019)

### António do Nascimento Almeida
António do Nascimento Almeida nasceu em Vila-Novinha, município de Trancoso, no dia 2 de Abril de 1953. Com menos de um ano, foi viver para Carapito, terra do pai, Carlos Augusto de Almeida. Em 1965 foi para Sacavém, onde começou a trabalhar no comércio. Trabalhou ainda na restauração antes de, com quinze anos, passar a ser funcionário de uma grande empresa comercial, onde permaneceu até ao seu encerramento, em 1994. Entre 1994 e 2004 explorou um minimercado/cafetaria. Ao longo do seu percurso de vida já desempenhou vários cargos de sindicalismo e na política.
Obras publicadas:
1. Que Vida!... (2010)
2. CAA — O Homem, os seus (de)Feitos (2013)
3. A Minha Vida “Deu” Este Livro (2020) — edição digital

### António Ferreira da Cruz
António Ferreira da Cruz nasceu em Carapito a 26 de Outubro de 1944. No dia 1 de Junho de 1953 emigrou para o Brasil, tendo regressado a Carapito apenas 50 anos depois, em Julho de 2003.
Graduou-se em Pedagogia e fez ainda uma pós-graduação em Administração Escolar na Faculdade de Educação da Universidade Federal do Rio de Janeiro. Depois da universidade fez um concurso para o Magistério Público do Estado do Rio de Janeiro, tendo sido aprovado para a área de Educação, área em que lecionou até que se aposentou.
Em 1964 começou a trabalhar no Plano Nacional de Alfabetização elaborado e conduzido por Paulo Freire, tendo ajudado a alfabetizar adultos à noite, em lugares muito pobres e distantes do centro da cidade do Rio de Janeiro.
Em 1976 foi nomeado Diretor do Colégio Estadual Miguel Couto, em Cabo Frio, e em 1978 acumulou as funções de Diretor do colégio com as de Diretor-Geral de Educação e Cultura da 13.ª Região Escolar do Estado do Rio de Janeiro, permanecendo nessas funções até 1983, quando regressou à sala de aula.
Já aposentado da rede pública ingressou em duas universidades, como docente: na Universidade Federal do Rio de Janeiro, onde foi professor substituto concursado da Faculdade de Educação, e na Universidade Veiga de Almeida, onde foi professor assistente. Já depois de aposentado ainda se dedicou a um dos seus grandes sonhos: a Oratória, como arte e como ciência. Passou a oferecer cursos de oratória para todas as pessoas com dificuldade em falar em público, o que o levou a fazer palestras e a lecionar nas duas maiores escolas do Exército Brasileiro: a Academia Militar das Agulhas Negras (AMAN) e a Escola de Comando e Estado-Maior do Exército (ECEME).
Obras publicadas:
1. Da Casa da Moira à Praça Saenz Pena (1997)

### António Francisco Caseiro Marques
António Francisco Caseiro Marques nasceu em Carapito no dia 29 de Junho de 1951. Frequentou a Faculdade de Direito da Universidade Clássica de Lisboa, onde se licenciou em Direito. Exerceu a profissão de advogado em Lisboa, entre 1977 e 1984, altura em que se mudou para Vila Real, onde ainda reside. Foi oficial da Classe de Fuzileiros da Reserva Naval, na Armada, entre 1972 e 1983, tendo atingido o posto de 1.º Tenente.
Como cronista e colaborador de vários jornais e revistas, tem um extenso portfólio, que complementa com a atividade religiosa; cultural; desportiva; social; editorial e política. Foi deputado à Assembleia Municipal de Vila Real entre 1989 e 1993 e candidato à Câmara Municipal de Vila Real em 1989, onde foi vereador substituto do Presidente da Câmara entre 1994 e 1996 e deputado à Assembleia Municipal de Aguiar da Beira entre 1998 e 2013. Desempenhou ou desempenha vários cargos de Direção em associações, nomeadamente, a Ação Católica Rural; o Centro de Formação da Ação Católica Rural de Vila Real; o Ginásio Clube de Vila Real; a Real Filarmonia; a Associação de Ginástica de Vila Real; a Associação de Ténis de Mesa de Vila Real; a Associação de Natação do Nordeste; o Clube de Campismo; a Academia de Letras de Trás os Montes e Alto Douro; a Associação de Pais da Escola Secundária de S. Pedro; a União das Associações de Pais das Escolas do concelho de Vila Real; a Associação dos Marinheiros de Trás-os-Montes e Alto Douro; os Caminheiros de Vila Real; a Associação de Oficiais da Reserva Naval e a Santa Casa da Misericórdia de Vila Real.
Esteve ligado à criação de diversos jornais, de entre eles o Caruspinus e o Notícias de Vila Real, do qual foi Diretor durante cerca de 20 anos.
Obras publicadas:
1. Crónicas com Canela, Sal e Pimenta (1996)
2. Maldito Minério (1999)
3. Kosovo (2001)
4. Assim se Moldava o Barro (2003)
5. No Laró (2004)
6. Maldita Justiça (2009)
7. A Romãzeira Chorosa (2015)
8. Porque Acredito (2016)
9. Francisco e o Pardalito (2016)
10. No Laró — Segunda Edição Aumentada (2016)
11. Da minha Janela Vejo… (2019)
12. Quase Fábulas (2019)
13. VENI, VIDI ... — XX Anos de Intervenção Política e Social (2020)
14. Este Advogado Não Existe (2021)
15. Pacheco, o africano (2021)
16. Migalhas (2022)
17. Enquanto Diana dormia (2023)
18. Era Abril e Estive Lá (2024)
19. Os Caseiros de Carapito — Genealogia (2024)
20. Casa da Moira — Subsídios para a sua história (2025)
21. Maldito Minério, 3.ª Ed. (2025)

### António José Paixão Lopes
António José Paixão Lopes nasceu em Carapito em 30 de Novembro de 1956. Frequentou a Escola Primária de Carapito; o Seminário de São José, em Fornos de Algodres; o Externato de Aguiar da Beira e o Colégio da Via-Sacra, em Viseu. Concluiu o Magistério Primário em 1976 e frequentou a Faculdade de Arquitetura do Porto. Licenciou-se em Educação Visual, no Instituto Superior de Ciências Educativas, em 1992. É professor no Agrupamento de Escolas Joaquim de Araújo, em Penafiel. Foi diretor do jornal Caruspinus entre 1985 e 2003.
Participa ativamente em associações culturais e religiosas, como o Clube Convívio e Cultura de Penafiel, a Associação Desportiva de Penafiel e a Ordem Franciscana Secular de Penafiel, da qual é presidente desde 2013. Tem um longo percurso na pintura, tendo realizado várias exposições individuais e coletivas.
Obras publicadas:
1. Carapito, Minha Terra — Monografia (1992)
2. Dias de Fazer (1999) — em coautoria com Carlos Paixão
3. Aguiar da Beira – Roteiro Turístico (2000) – em coautoria com Carlos Paixão
4. Por Minha Culpa (2002) — em coautoria com Carlos Paixão
5. Carapito: 500 anos de Foral, Milénios de História (2014) – em coautoria com Carlos Paixão
6. Carapito, A História de um Povo (2014) — em coautoria com Álvaro Caseiro de Almeida

### Carlos Afonso Paixão Lopes
Carlos Afonso Paixão Lopes nasceu em Carapito no dia 25 de Julho de 1959. Frequentou a Escola Primária de Carapito; o Seminário das Missões; o Externato de Aguiar da Beira; o Colégio da Via-Sacra e o Liceu Nacional de Viseu. É diplomado pela Escola do Magistério Primário de Viseu e licenciado em História pela Universidade de Coimbra. Fez o curso de Património Histórico-Artístico, Natural e Etnográfico do Centro Nacional de Cultura e formação pedagógica em Didática da Educação Física do 1.º Ciclo do Ensino Básico. Exerceu funções docentes nos municípios de Castro Daire, Cinfães, Vila Nova de Paiva e, atualmente, é professor na Escola Básica n.º 1 de Sátão, onde reside. Foi membro da Assembleia Municipal e vereador da Câmara Municipal de Aguiar da Beira, à qual foi candidato a presidente. Foi  fundador, coordenador e treinador da Escola de Futebol da Associação Desportiva de Sátão. Pertence aos órgãos sociais da Casa do Povo de Sátão e ao Grupo da Cultura da Paróquia de Sátão.
Obras publicadas:
1. Nos Caminhos do Pão (1.ª ed. 1995; 2.ª ed. 2003; 3.ª ed. 2021)
2. Dias de Fazer (1.ª ed. 1999; 2.ª ed. 1999) — em coautoria com Tó-Zé Paixão
3. Aguiar da Beira — Roteiro Turístico (2000) — em coautoria com Tó-Zé Paixão
4. Por Minha Culpa (2001) — em coautoria com Tó-Zé Paixão
5. O Homem do Pelourinho (2004)
6. Lengalengas de Aprender a Ler (1.ª ed. 2006; 2.ª ed. 2008; 3.ª ed. 2012; 4.ª ed. 2016; 5.ª ed. 2022)
7. O Planeta Desterrado (2008)
8. A Tartaruga Atropelada (2009)
9. Santos da Porta (2011)
10. Sátão — Retratos da Nossa História (2011)
11. À Descoberta do Primeiro Santo — São Teotónio (2012)
12. Carapito, 500 Anos do Foral — Milénios de História (2014) — em coautoria com Tó-Zé Paixão
13. O Vento Bateu à Porta (2016)
14. Freguesia de Sátão… Olhares (2016)
15. A Terra do Arco-Íris ou do Arco-da-Velha (2019)
16. Associação Desportiva de Sátão, 50 Anos de História e de histórias (2020)
17. Contos do Meu Rosário (2021)
18. Vila de Igreja — Sátão, Olhares e Memórias (2021)
19. De quem é o mar? (2023)
20. A "Lenda" da Árvore dos Abraços (2024)

### Filipa Caetano
Filipa Caetano nasceu em Lisboa em 1996, tendo ascendência materna na freguesia de Carapito.
Obras publicadas:
1. À Beira Mar — Uma Vida, Uma História (2015)

### Leontina de Jesus Caseiro
Leontina de Jesus Caseiro nasceu em Carapito a 8 de Fevereiro de 1941. Em 1964 foi viver com a família para o município de Almada, onde trabalhou na indústria vidreira. Rimava com frequência, sem querer. Em 1987, já afastada da sua atividade profissional, começou a escrever as rimas cuja inspiração vinha da sua terra natal e que deram origem ao livro que publicou em 2002. Recebeu o 1.º prémio “Dia da Criança” (melhor poema), atribuído pela Biblioteca Maria Lamas, na Amadora; e, em 1997, o 1.º prémio “Mulher em Igualdade” (melhor poema), atribuído pela Junta de Freguesia da Falagueira e Venda Nova.
Obra publicada:
1. Minha Terra Minha Gente (2002)

### Maria Silvina Narciso da Cruz Fernandes Lima
Maria Silvina Lima nasceu em Carapito no dia 20 de Abril de 1940. Com 12 anos foi para junto de familiares, na Sertã, e, depois, para Lisboa. Em 1955 rumou a Angola, onde trabalhou num estúdio fotográfico, e, depois, como funcionária do Cinema Miramar, que exibia filmes ao ar livre. Abriu depois uma tabacaria, ainda em Angola, atividade que viria a retomar em Montalvo — Constância, onde se estabeleceu em 1975. Dedicou grande parte do seu tempo livre à poesia, tendo ainda sido colaboradora do jornal Caruspinus com muitos dos seus poemas.
Obra publicada:
1. Poetas Populares de Constância (1992)

### Teresa Augusta Barranha
Teresa Augusta Barranha nasceu em Carapito no dia 15 de Agosto de 1971. Durante 14 anos foi jornalista em Viseu, tendo trabalhado em várias rádios e noutros órgãos de comunicação social. Fez parte do gabinete de apoio à presidência na Câmara Municipal de Aguiar da Beira, onde foi também vereadora em regime de não permanência. Foi membro da Assembleia Municipal de Aguiar da Beira e é coordenadora do Clube de Leitura “Os Foralitos”.
Obra publicada:
1. Regal, Defesa da Aldeia (2015)
2. A Árvore da Poesia ⁠— Esperança (2022)
3. Poesia e Alegria em… Histórias de-pernas-para-o-ar (2023)

### Virgínia da Fonseca
Virgínia Fonseca nasceu em Lisboa no dia 25 de Julho de 1969 e tem ascendência paterna na freguesia de Carapito. Licenciou-se em Direito e fez, depois, várias pós-graduações, em Direito Marítimo, em Direito Aéreo e em Direito do Trabalho. Cursou também um mestrado em Direito, na variante de ciências jurídico-políticas. É auditora do Curso de Defesa Nacional, além de advogada, formadora, mediadora de conflitos e empresária de profissão.
Obra publicada:
1. António Fonseca “Morgado” — Ser Pessoa, Memórias de dias felizes (2019)

## Festas e Romarias

### São Sebastião
Em Carapito, a festa em honra de São Sebastião é a primeira do ano. Como a data do mártir é evocada no calendário litúrgico no dia 20 de Janeiro, a festa é, normalmente, realizada no terceiro fim de semana desse mês. Apesar do tempo chuvoso e muito frio, esta é uma das principais festas de Carapito. Segundo o Almanaque-Anuário de Trancoso, no início do século XX a festa realizava-se de três em três anos, em dia indeterminado. Atualmente, para além de se realizar todos os anos, tem uma comissão de mordomos para organizar a festa, que se comemora na capela com o seu nome, no lugar chamado ‘Santo’.
Até ao início deste milénio, o andor de São Sebastião na procissão era normalmente transportado por militares ou por jovens que, nesse ano, tinham feito a inspeção ou estavam a cumprir serviço militar, uma vez que o Santo tinha também sido soldado. Com o fim da obrigatoriedade do serviço militar, a tradição foi perdendo vigor, apesar de ainda se manter em alguns anos. Recuando várias décadas no tempo, houve ainda tradição de os pastores caminharem com as suas ovelhas em volta da capela, para que o gado fosse saudável. Antes disso, o mesmo era feito com porcos. Os fiéis pedem a São Sebastião que este os livre da peste, da fome e da guerra.

### Nossa Senhora da Purificação
A padroeira da paróquia de Carapito é Nossa Senhora da Purificação, também denominada Nossa Senhora das Candeias. A festa da padroeira é comemorada no dia 2 de Fevereiro há já vários séculos. Apesar de ser a festa com a menor expressão em Carapito, é anualmente organizada por duas jovens mordomas, que preparam o andor para a procissão e, normalmente, organizam um baile no dia anterior. Durante a procissão é também transportado o andor do Menino Jesus, que sempre esteve associado a esta festa. O dia da Padroeira é também assinalado com uma procissão de velas pelas ruas da aldeia.

### São Pedro de Verona
A festa em honra de São Pedro de Verona é a que tem maior expressão no calendário de festas de Carapito. A esta está associada uma feira, que, atualmente, se realiza no Calvário, juntamente com um concurso de gado. O comércio de gado e a compra e venda de produtos agrícolas fazem parte da festa desde há vários séculos.
A importância desta festa e feira já estava patente nas Memórias Paroquiais de 1758, onde foi referido que “todos os annos, em o dia vinte e nove do mes de Abril (Fol. 2) comcorrem os povos de onze freguezias, com as suas cruzes, a Parochos em romagem a vezitar o Senhor Sam Pedro Martir por voto antiquissimo com cuja porteçam (sic) tem conseguido infenitos prodigios e prezervado os seos frutos e searas livres dos estragos das tempestades, e no mesmo dia se fas huma feira nesta villa franca que se fas mais numeroza com a muita gente das freguezias que comcorrem em romagem”.
Apesar de provavelmente a festa não ter tido tanto destaque na primeira metade do século XX, em 1964 o padre António Ribeiro fez uma procissão no final da missa, o que deu início a uma nova fase. Com o passar dos anos a festa religiosa cresceu, recebendo na Praça acordeonistas que vinham de toda a região. Em 1982 o concurso de gado teve prémios pela primeira vez, assistindo-se ainda à atuação de um grupo musical moderno. Nos anos seguintes, a festa ganhou ainda mais destaque, chegando a ser falada na rádio.

A feira e festa realizam-se sempre no último fim de semana de Abril ou no primeiro fim de semana de Maio, uma vez que o dia do Santo é 29 de Abril. A feira continua a realizar-se no Calvário e a festa na Praça. Na tarde de sábado são normalmente realizadas atividades culturais ou desportivas, na Lameira da Ribeira ou no Campo dos Mosqueiros. Tendo em conta a dimensão dos festejos, são nomeados anualmente dez mordomos, que, normalmente se dividem da seguinte forma: quatro casados; quatro solteiros e duas mulheres. Um dos dos mordomos é, normalmente, um emigrante. Tal como na festa de São Sebastião, foi costume os pastores darem voltas à igreja com as suas ovelhas e porcos.

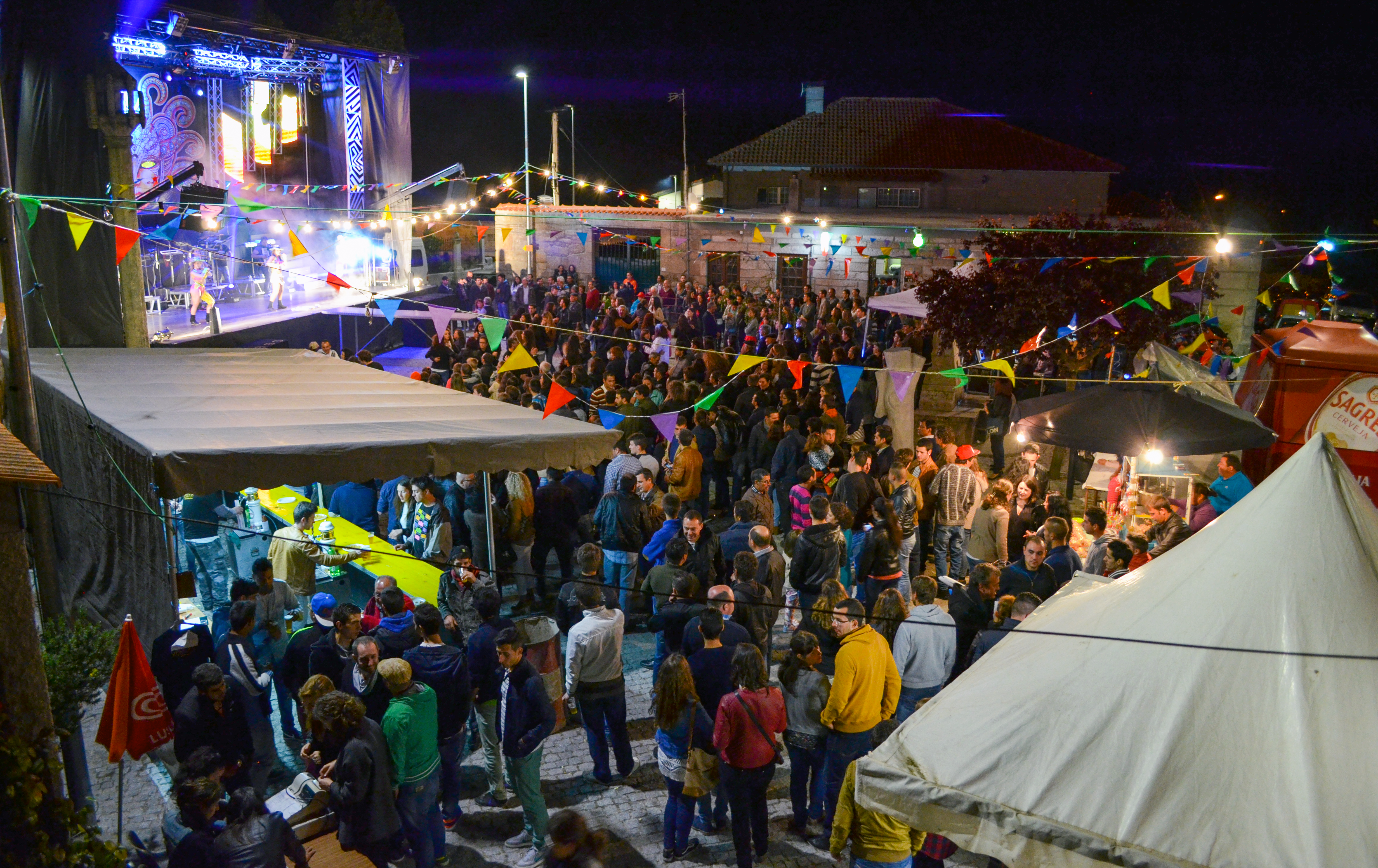
Ambiente festivo na Praça durante a festa em honra de São Pedro de Verona, em Carapito

### Corpo de Deus
A festa do Corpo de Deus realiza-se em Junho, com uma procissão pelas carreiras de baixo e de cima, em que o Santíssimo Sacramento é transportado pelo pároco, coberto com o véu de ombros, e permanece debaixo do Pálio durante todo o percurso. O Pálio tem que ser transportado por seis homens — os paliários — enquanto outros quatro transportam as lanternas em cada uma das extremidades. Nalguns anos realizam-se também no mesmo dia a comunhão ou a profissão de fé, dando ainda mais beleza à procissão.

### Festa do Clube
A festa do Clube Cultural Recreativo de Carapito iniciou-se logo a seguir à criação da associação. Um dos principais objetivos era a aproximação entre os residentes e os emigrantes, que, assim, se podiam encontrar mais facilmente. Nos primeiros anos realizava-se na Praça. Depois, quando o Clube passou a ter terrenos no Calvário e, principalmente a sua Sede, o local da festa passou para o Calvário. Até ao início deste milénio a festa realizava-se no final de Agosto, tendo posteriormente sido transferida para o final de Julho, de forma a coincidir com o período de férias da maioria dos emigrantes. Sendo fruto do associativismo, a festa conta com diversos momentos culturais e recreativos, com destaque para o desporto. Tem também momentos musicais. É organizada pelos corpos gerentes do Clube.

### Nossa Senhora da Boa Viagem
A festa em honra de Nossa Senhora da Boa Viagem teve início em 1996. Foi uma iniciativa de alguns moradores e emigrantes da zona da Berberica e Carreira da Cancela, principalmente João e Adelaide Almeida. Realiza-se no primeiro fim de semana de Agosto na Berberica, havendo missa campal e, no final, um lanche-convívio para toda a população. A festa é realizada anualmente por quatro mordomos, principalmente moradores da zona.

## Gastronomia
Carapito partilha, em geral, as características da gastronomia mediterrânica, sendo esta enriquecida com os produtos locais de tradição beirã. É, por isto, em quase tudo semelhante à gastronomia da maioria das aldeias e vilas do interior de Portugal.

### Panificação
A panificação é uma das áreas de maior destaque na aldeia. É bem conhecida na região e tem vindo, sucessivamente, a diversificar-se e a modernizar-se, principalmente durante a última década. As duas padarias locais têm, no entanto, todo o mérito por manterem o sabor tradicional do pão. São destaque o pão centeio, o trigo de quatro quartos, o bolo de azeite, as filhoses, e, no Natal, o bolo rei. Entre as mais recentes inovações estão o pão integral e o pão mais escuro, que remetem à antiga tradição de cozer os pães em fornos comunitários.
Um dos grandes destaques da panificação carapitense são as queijadas, cuja história se confunde com a história da própria aldeia e dos seus habitantes. Não se sabe ao certo quando surgiu na culinária carapitense, mas trata-se de uma receita que atravessa gerações e sempre com uma ligação direta aos festejos de São Pedro de Verona.
Tanto quanto se sabe, as queijadas de Carapito são únicas, sendo uma espécie de pão/bolo de farinha, ovos e queijo fresco (de vaca ou de ovelha). Para além das duas padarias da aldeia, vários particulares confecionam as queijadas em várias alturas do ano.

### Lacticínios

#### Queijo da Serra
Carapito faz parte da zona do queijo Serra da Estrela. Com o escasseamento da atividade de pastoreio, o queijo de ovelha atualmente é encontrado em pouca quantidade, com as primeiras produções a chegarem às mesas na altura do Natal. Ainda assim, há ainda alguma produção de queijo de vaca, sobretudo para consumo caseiro. Outrora, contudo, a região era grande produtora de queijo, que era comercializado nas feiras de Trancoso e do Mosteiro.

#### Requeijão
O requeijão é confecionado a partir do soro fervido, líquido que sobra da feitura do queijo. Tal como o queijo, é redondo, mas muito mais macio no paladar. É, normalmente, servido acompanhado de doce de abóbora ou migado com pão.

### Enchidos
Os enchidos revelam a necessidade de aproveitamento máximo dos insumos advindos da matança do porco. As morcelas são feitas com pão e sangue do porco, enchendo a própria tripa do porco ou uma tripa seca de vaca. De entre as chouriças destacam-se as de carne e as de bofes, que, por sua vez, são feitas com as carnes ensanguentadas dos bofes (pulmões), corações e aparas. As farinheiras são confecionadas com pão de farinha de trigo seco, alho, a que se juntava carne gorda e água onde se coziam os ossos. Não pertencendo à categoria dos enchidos, mas sendo obtidos a partir do porco, o presunto seco e os torresmos são mais alguns dos destaques da gastronomia local.

### Sobremesas
O rol de sobremesas é grande e bastante diversificado. Destacam-se as filhoses, feitas de farinha, ovos e açúcar; os coscoréis, semelhantes às filhoses; os biscoitos; o arroz-doce; as fritas, também conhecidas por rabanadas e que se fazem com pão de trigo embebido em leite, passado por ovos e farinha e fritas em azeite; o leite-creme; e as papas de milho, confecionadas com milho ralado e açúcar.
Das receitas mais antigas sobreviveram ainda o doce de abóbora e a marmelada.

### Legumes e hortaliças
A culinária da região em muito se beneficia da produção local de uma variedade de legumes e verduras que são cultivadas: a couve troncha, usada em cozidos e na sopa de Natal com bacalhau e trigo; a alface; a cebola; o alho; a couve galega, presente de modo especial no caldo verde e nos cozidos de feijão com porco; o feijão; o grão-de-bico; os grelos dos nabos e mesmo os nabos; e o cardo que, depois de seco e moído, é adicionado ao leite para o fazer coalhar durante a produção do queijo. Entre os produtos cultivados, a batata ganha bastante destaque pelo seu volume de produção e também pelo vasto aproveitamento culinário que dela é feito. Os terrenos arenosos favorecem uma boa maturação da batata, o que faz com que, ao cozê-la, esta não fique seca, mas farinhenta, isto é, muito branca e a desfazer-se. Pelas suas características nutricionais, e não só, é um alimento bastante versátil e acompanha um sem-número de pratos.

### Castanhas
As castanhas sempre tiveram grande destaque nos frutos secos e, tal como o milho-miúdo e o milho-graúdo, faziam parte da base alimentar da população antes da chegada da batata. Carapito faz parte da região demarcada dos Soutos da Lapa, uma denominação de origem protegida que marca a especialidade da castanha desta região. Atualmente são comidas, principalmente, cozidas ou assadas no assador de lata sobre as brasas da lareira. Relembra-se ainda o caldo de castanhas secas no caniço.

### Produtos silvícolas
O míscaro amarelo é o mais famoso e saboroso dos produtos silvícolas. Não admira a grande quantidade de pessoas que os tenta encontrar nas matas, debaixo da caruma dos pinheiros bravos. Podem ser comidos com arroz, com batatas ou com massa, mas também em ensopado de pão ou açorda, inclusivamente em conserva de vinagre. Nos últimos anos, com o crescimento do Certame Gastronómico do Míscaro, em Aguiar da Beira, o míscaro amarelo tem vindo a ser usado nos mais diversos pratos, das sopas às sobremesas. Nas matas de Carapito nascem também o boleto ou míscaro de vender, a sancha e o tortulho. Entre as ervas de uso culinário, podem encontrar-se especialmente as merujes para saladas e as beldroegas para sopas. Outras ervas, flores e arbustos de valor medicinal podem colher-se, nos campos e pelos matagais da serra, para fazer infusões e chás para as mais variadas maleitas e doenças: malvas; erva-cidreira; alecrim; hipericão; merculiaz; ervas de São Roberto, entre outros.